# Direitos de subscrição
Os direitos de subscrição no Brasil, regidos pela lei 6.404, Capítulo VI, são títulos nominativos negociáveis, emitidos por uma sociedade anônima, de capital autorizado, que conferem ao seu proprietário, nas condições constantes no certificado, o direito de subscrever ações do capital social da empresa emissora.
A compra de um bônus de subscrição garante ao acionista o direito de comprar ações desta mesma empresa dentro de um prazo estabelecido, por um preço pré determinado. No caso do acionista não efetuar a compra no período estipulado este perderá seu direito e não terá restituição do valor pago antecipadamente, e poderá ver sua participação acionária reduzida em relação ao total da companhia.